# Alceini
Alceini — це триба оленів, яке включає сучасний рід Alces і вимерлі роди Cervalces і Libralces.

## Роди
- - Alces
  - †Cervalces
  - †Libralces